# Lijst van afleveringen van Kats & Co
Dit is een lijst met afleveringen van de serie Kats & Co.

## Serieoverzicht
| Seizoen | Afleveringen | Data van uitzenden                                |
| ------- | ------------ | ------------------------------------------------- |
| 1       | 6            | 1 januari 1994-5 februari 1994, 24 september 1994 |

## Afleveringen
| Afl. | Titel                                | Regisseur           | Schrijver(s) | Datum             | Opgenomen te                                                  |
| --- | ------------------------------------ | ------------------- | --- | ----------------- | ------------------------------------------------------------- |
| 1 | Pas de Deux                          | Ben Verbong         | Herbert Reinecker (Verhaal/Duits Scenario) Ben Verbong & Ward Hulselmans (Bewerking & Vertaling)                  | 1 januari 1994    | Den Dolder, Maastricht, Luik, ?Bilthoven                      |
| Balletdanseres Carina (Monic Hendrickx) is net aangenomen op een Vlaamse dansschool en gaat met haar vriend Wim (Mike Starink) op weg naar huis tanken als ze weer terug over de grens zijn. Echter wordt opdat moment het tankstation overvallen, waarbij de pompbediende en Wim omkomen. Carina belandt in het ziekenhuis en ontdekt tijdens een moeizaam revalidatietraject dat ze nooit meer zal kunnen dansen. Kats & Klein onderzoeken de zaak, maar krijgen al snel in de gaten dat Carina meer weet dan dat ze deelt en zeker niet van plan is haar informatie te delen... Verdere cast: Bart Slegers, Ralph Wingens, Freek van Muiswinkel (1935-1999), Marlies Hamelynck, Jacqueline Knoops, Odette Winsel, Evelyne Offermans, Pierre Callens & Barbara Martijn                                                                                          |                                      |                     | |                   |                                                               |
| 2 | De Onverschilligheid van Moordenaars | Ben Sombogaart      | Herbert Reinecker (Verhaal/Duits Scenario) Pieter Kuijpers & Paul Jacobs (Bewerking & Vertaling)                  | 8 januari 1994    | Den Dolder, Maastricht, Margraten, Amersfoort                 |
| Een jonge vrouw (Galassia Riccieri) wordt dood aangetroffen in een leemgroeve. Kats en Klein krijgen de zaak niet rond, het slachtoffer is onbekend. Totdat ze een tip krijgen over haar vader Bernaerts (Leslie De Gruyter). Kats en Klein zoeken de man op, maar de dood van zijn dochter lijkt hem koud te laten. Kats kan maar moeilijk begrijpen waarom, totdat hij de moeder van het slachtoffer/ex vrouw (Rima Melati) van Bernaerts ontmoet en een aantal mensen ernstig zenuwachtig worden... Verdere cast: Rik Van Uffelen, Fred van der Hilst, Peter Paul Muller, Harrie Hounjet, Barbara Martijn, Claudia Fartigu, Jenny Tanghe, Jozef Kennis & Mehmet Dogan |                                      |                     | |                   |                                                               |
| 3 | De Kleine Angela (Angela)            | Ben Verbong         | Herbert Reinecker (Verhaal/Duits Scenario) Ben Verbong, Hans Heesen & Hans Horstink (Bewerking & Vertaling)       | 15 januari 1994   | Den Dolder, Maastricht, Tongeren, Voeren                      |
| In een flat mishandeld een alcoholist (Jack Wouterse) zijn dochter, dit tot grote woede van de andere flatbewoners (Laus Steenbeeke, Fred Vaassen en Alex Wilequet) en één van hen trapt de deur in. Het dochtertje, Angela (Shana Menger) wordt in veiligheid gebracht door de buren en de politie komt erbij. Van de vader is geen spoor meer te bekennen, en die wordt 's avonds dood aangetroffen in zijn auto. Kats en Klein worden door hun Belgische collega's (Bert Champagne & Leo Rozenstraten) erbij gehaald, de man is gevonden in België. Alles wijst op een caféruzie, totdat Kats & Klein erachter komen wat er zich die dag heeft afgespeeld... Verdere cast: Ronald de Bruin, Ad Noyons, Marieke van Leeuwen, Ottolien Boeschoten, Jeroen Planting, Isabel Leybaert, Anouk Boersma, Veerle Dobbelaere & Bart Slegers                             |                                      |                     | |                   |                                                               |
| 4 | Cognac                               | Pieter Walther Boer | Herbert Reinecker (Verhaal/Duits Scenario) Pieter Kuijpers (Bewerking & Vertaling)                                | 22 januari 1994   | Den Dolder, Maastricht, Amersfoort, Amsterdam                 |
| Een zeer dominante rector (Bert André) geeft zijn dochter (Sandrine André) enkele klappen nadat deze heeft gefaald met een wiskunde proefwerk en daardoor blijft zitten. 'S avonds bij afsluiten wordt hij dood aangetroffen door de conciërge (Krijn ter Braak), de man is overleden na het drinken van vergiftigde cognac. Bij onderzoek op de school wordt al gauw duidelijk dat niemand de rector mocht, iedereen verafschuwde hem, zelfs in zijn privéleven. Een leraar (Han Kerckhoffs) in het bijzonder, die de sleutelfiguur lijkt te zijn in het onderzoek van Kats & Klein, hij duikt steevast op in het onderzoek en steekt zijn afschuw voor de rector niet bepaald onder stoelen of banken... Verdere cast: Dirk Zeelenberg, Viviane De Muynck, Mieke Verheyden, Pim Lambeau, Ruurt de Maesschalck, Patty Pontier, Harry de Peuter & Barbara Martijn |                                      |                     | |                   |                                                               |
| 5 | De Moordenaar Geeft een Feest        | Ben Sombogaart      | Herbert Reinecker (Verhaal/Duits Scenario) Pieter Kuijpers, Ben Sombogaart & Guy Bernaert (Bewerking & Vertaling) | 29 januari 1994   | Den Dolder, Maastricht, Eefde, Zaandam, Rotterdam, ?Amsterdam |
| Een vrijgekomen verkeersdelinquent (Niek Pancras) zoekt contact met een beruchte vastgoedman (François Beukelaers). Hij belt zijn dochter Els (Heleen Hummelen) en vertelt hem dat iemand (Peter Van den Begin) iets komt ophalen, wat ook gebeurd, hierna komt de politie haar vertellen dat haar vader is vermoord. Els zet Kats & Klein op het spoor van haar vader's voormalige celmaat (Rik Hancké), die meer van de moord afweet. Terwijl Kats & Klein begrijpen hoe de moord in elkaar steekt, brengt Els zichzelf in grote problemen... Verdere cast: Johan Van Assche, Chris Bolczek, Cahit Ölmez, Walter Crommelin, Bert Van Tichelen, Ben Verbong & Eric Krediet |                                      |                     | |                   |                                                               |
| 6 | Het Tuinhuis                         | Ine Schenkkan       | Herbert Reinecker (Verhaal/Duits Scenario) Pieter Kuijpers & Theo van Duren (Bewerking & Vertaling)               | 29 september 1994 | Den Dolder, Maastricht, ?Lage Vuursche                        |
| De jonge Suzanne (Maaike Boelee) slaat op de vlucht en komt uiteindelijk terecht bij haar goede vriend Eric (Tom Van Dyck), wiens vader van Rossem (Kees Hulst) een bekende strafpleiter is. Haar moeder (Truus te Selle) treft in het tuinhuis van haar man en Suzanne's stiefvader Albert (Marijn Devalck) zijn lijk. Als Kats & Klein net aan hun onderzoek beginnen belt van Rossem en zegt dat Suzanne een verklaring wil afleggen: ze heeft hem dood aangetroffen. Een aantal mensen uit de omgeving van de familie Teeuwen zeggen echter dat ze het heel goed begrijpen dat Suzanne haar stiefvader heeft vermoord, maar waarom? Verder cast: Nora Tilley, Guy Van Sande, Chris Cauwenberghs & Barbara Martijn |                                      |                     | |                   |                                                               |

## Opnamelocaties
| Aflevering | Locatie (Zoals in afl.) | Adres                                                                         | Int./Ext. (Indien van toepassing) |
| ---------- | ----------------------- | ----------------------------------------------------------------------------- | --------------------------------- |
| Alle       | Politiebureau           | Voormalig Gasthuis Calvariënberg, 2B, Maastricht                              | Exterieur                         |
| Alle       | Politiebureau           | Voormalige Willem Arentzhoeve, Dolderseweg 164, Den Dolder                    | Interieur                         |
| 1&3        | Ziekenhuis              | ?Voormalige Willem Arentzhoeve, Dolderseweg 164, Den Dolder                   | Interieur                         |
| 1          | Dansschool              | Opéra Royal de Wallonie-Liège, Place de l'Opéra, Luik                         |                                   |
| 1          | Ligplaats Boot          | 50.845815, 5.698624                                                           |                                   |
| 2          | Leemgroeve              | Plateau van Margraten, Hackerboschweg, Margraten                              |                                   |
| 2          | Nonnenklooster          | Leerhotel Het Klooster, Daam Fockemalaan 10, Amersfoort                       |                                   |
| 3          | Forellenkwekerij        | Commanderie 7, Voeren                                                         |                                   |
| 3          | Vindplaats Donk         | Maastrichtersteenweg 470, Tongeren                                            |                                   |
| 3          | Fietscene (Eindscene)   | Capucijnengang, Maastricht                                                    |                                   |
| 4 & 6      | School                  | Meridaan College het Nieuwe Eemland, Daam Fockemalaan 12, Amersfoort          |                                   |
| 4          | Brug                    | Wilhelminabrug, Maastricht                                                    |                                   |
| 4          | Huis Familie Alberts    | Herman Heijermansweg 5, Amsterdam                                             |                                   |
| 4          | Terras                  | Café Charlemagne, Onze Lieve Vrouwenplein 24, Maastricht                      |                                   |
| 5          | Slagerij Hofkamp        | Westzijde 263, Zaandam                                                        |                                   |
| 5          | Gevangenis              | Pi Noordsingel, Noordsingel 115, Rotterdam                                    |                                   |
| 5          | Landgoed de Maeyer      | Landgoed Huis De Voorst, Binnenweg 10, Eefde                                  |                                   |
| 5          | Parkeergarage           | Parkeergarage Groothandelsgebouw, Conradstraat 40, Rotterdam                  |                                   |
| 5          | Begraafplaats           | Begraafplaats Tongerseweg, Tongerseweg 292, Maastricht                        |                                   |
| 5          | Plein                   | Vrijthof, Maastricht                                                          |                                   |
| 6          | Terras                  | Kasteel Neercanne, Cannerweg 800, Maastricht                                  |                                   |
| 6          | Kerk                    | Onze-Lieve-Vrouwebasiliek (Maastricht), Onze Lieve Vrouwenplein 7, Maastricht |                                   |
| 6          | Plein                   | Onze Lieve Vrouweplein (Maastricht)                                           |                                   |
| 6          | Friture Rika            | Friture Rika, Tongersestraat 7, Maastricht                                    |                                   |
| 6          | Scene aan de Maas       | 50.837370, 5.697775                                                           |                                   |

## Trivia
- Sandrine André, die in de aflevering Cognac de dochter is van Bert André, was in het echt ook zijn dochter. Met Mieke Verheyden, die haar moeder speelde, had ze ook een familieband, Verheyde was in het echt ook haar moeder.
- Aflevering de Kleine Angela werd gemaakt als eerste aflevering, maar blijkbaar later toch uitgezonden als derde.
- De aflevering Pas de Deux was het tv debuut van Monic Hendrickx.